# Metaponto (stacja kolejowa)
Metaponto (wł. Stazione di Metaponto) – stacja kolejowa w Metaponto (część gminy Bernalda), w prowincji Matera, w regionie Basilicata, we Włoszech. Znajduje się na linii Jonica (Reggio Calabria – Tarent) oraz Battipaglia – Metaponto. 
Według klasyfikacji RFI ma kategorię brązową.

## Linie kolejowe
- Linia Jonica
- Linia Battipaglia – Metaponto

## Połączenia
Stacja obsługiwana jest przez regionalne pociągi obsługiwane przez Trenitalię w ramach umowy o świadczenie usług z regionem Basilicata, a także przez połączenia dalekobieżne obsługiwane przez tę samą firmę.